# Episodi di Furia (prima stagione)
La prima stagione della serie televisiva Furia è stata trasmessa in anteprima negli Stati Uniti d'America dalla NBC tra il 15 ottobre 1955 e il 7 aprile 1956.
| nº | Titolo originale     | Titolo italiano                | Prima TV USA     | Prima TV Italia |
| -- | -------------------- | ------------------------------ | ---------------- | --------------- |
| 1  | Joey Finds a Friend  | La cattura di Furia            | 15 ottobre 1955  | 16 aprile 1967  |
| 2  | Killer Stallion      | Lo stallone selvaggio          | 22 ottobre 1955  | 23 aprile 1967  |
| 3  | The Horse Coper      | Il cavallo Coper               | 29 ottobre 1955  | 1 maggio 1967   |
| 4  | Joey Goes Hunting    | Il primo fucile per Joey       | 5 novembre 1955  | 7 maggio 1967   |
| 5  | Scorched Earth       | Terra bruciata                 | 12 novembre 1955 | 21 maggio 1967  |
| 6  | Joey's Dame Trouble  | I problemi della donna di Joey | 19 novembre 1955 | 28 maggio 1967  |
| 7  | Joey and the Gypsies | Il padre di Sally              | 26 novembre 1955 | 04 giugno 1967  |
| 8  | Joey's Father        | Il padre di Joey               | 3 dicembre 1955  | 18 giugno 1967  |
| 9  | Joey Saves the Day   | Joey salva la giornata         | 10 dicembre 1955 | 24 marzo 1968   |
| 10 | The 4-H Story        | La storia del 4-H              | 17 dicembre 1955 | 31 marzo 1968   |
| 11 | Junior Rodeo         | Campione di rodeo              | 24 dicembre 1955 | 07 aprile 1968  |
| 12 | Ghost Town           | La città fantasma              | 31 dicembre 1955 | 14 aprile 1968  |
| 13 | The Hobo             | Il vagabondo                   | 7 gennaio 1956   |                 |
| 14 | Tungsten Queen       | La miniera di tungsteno        | 14 gennaio 1956  |                 |
| 15 | Joey Sees It Through | La piccola Betsy               | 21 gennaio 1956  |                 |
| 16 | Stolen Fury          | Rapimento di Furia             | 28 gennaio 1956  |                 |
| 17 | The Choice           | La scelta                      | 4 febbraio 1956  |                 |
| 18 | The Boy Scout Story  | Una storia di boy-scouts       | 11 febbraio 1956 |                 |
| 19 | Search for Joey      | Alla ricerca di Joey           | 18 febbraio 1956 |                 |
| 20 | The Miracle          | Un miracolo per Val Benton     | 25 febbraio 1956 |                 |
| 21 | The Test             | La prova di geografia          | 3 marzo 1956     |                 |
| 22 | Fury Runs to Win     | Cavalcata verso la vittoria    | 10 marzo 1956    |                 |
| 23 | Timber               | Rivestire di legno             | 17 marzo 1956    |                 |
| 24 | Wonder Horse         | Cavallo delle meraviglie       | 24 marzo 1956    |                 |
| 25 | Pirate Treasure      | Il tesoro dei pirati           | 31 marzo 1956    |                 |
| 26 | The Baby             | La bambina smarrita            | 7 aprile 1956    |                 |